# Hankou–Jicsang nagysebességű vasútvonal
A Hankou–Jicsang nagysebességű vasút (egyszerűsített kínai írással: 汉宜铁路; tradicionális kínai írással: 漢宜鐵路), egy 293,1 km hosszú, kétvágányú, 25 kV 50 Hz-cel villamosított nagysebességű vasútvonal Kínában, Hankou (Vuhan egyik kerülete) és Jicsang között. Megnyitása 2012. július 1. volt. A vonal része a Sanghaj–Vuhan–Csengtu nagysebességű vasútvonalnak.